# بيونيك كوماندو (كمبيوتر العائلة)
بيونيك كوماندو (بالإنجليزية: Bionic Commando)‏ (باليابانية: ヒットラーの復活) ، هي لعبة فيديو إلكترونية من نوع أكشن ، أنتجها ونشرها شركة كابكوم اليابانية في شهر يوليو سنة 1988م في الأسواق اليابانية ، وفي شهر ديسمبر من نفس السنة صدرت اللعبة إلى أمريكا الشمالية و في سنة 1990م نشرت في أوروبا.